# Suurpalu
Suurpalu est un village de la commune de Paide du comté de Järva en Estonie.
Au 31 décembre 2011, il compte 76 habitants.